# Cochemiea poselgeri
Cochemiea poselgeri, conocida comúnmente como biznaga de Poselger, es una especie de planta suculenta perteneciente al género Cochemiea, dentro de la familia Cactaceae. Es endémica del noroeste de México (Baja California Sur) y anteriormente se le conocía como Mammillaria poselgeri.

## Descripción

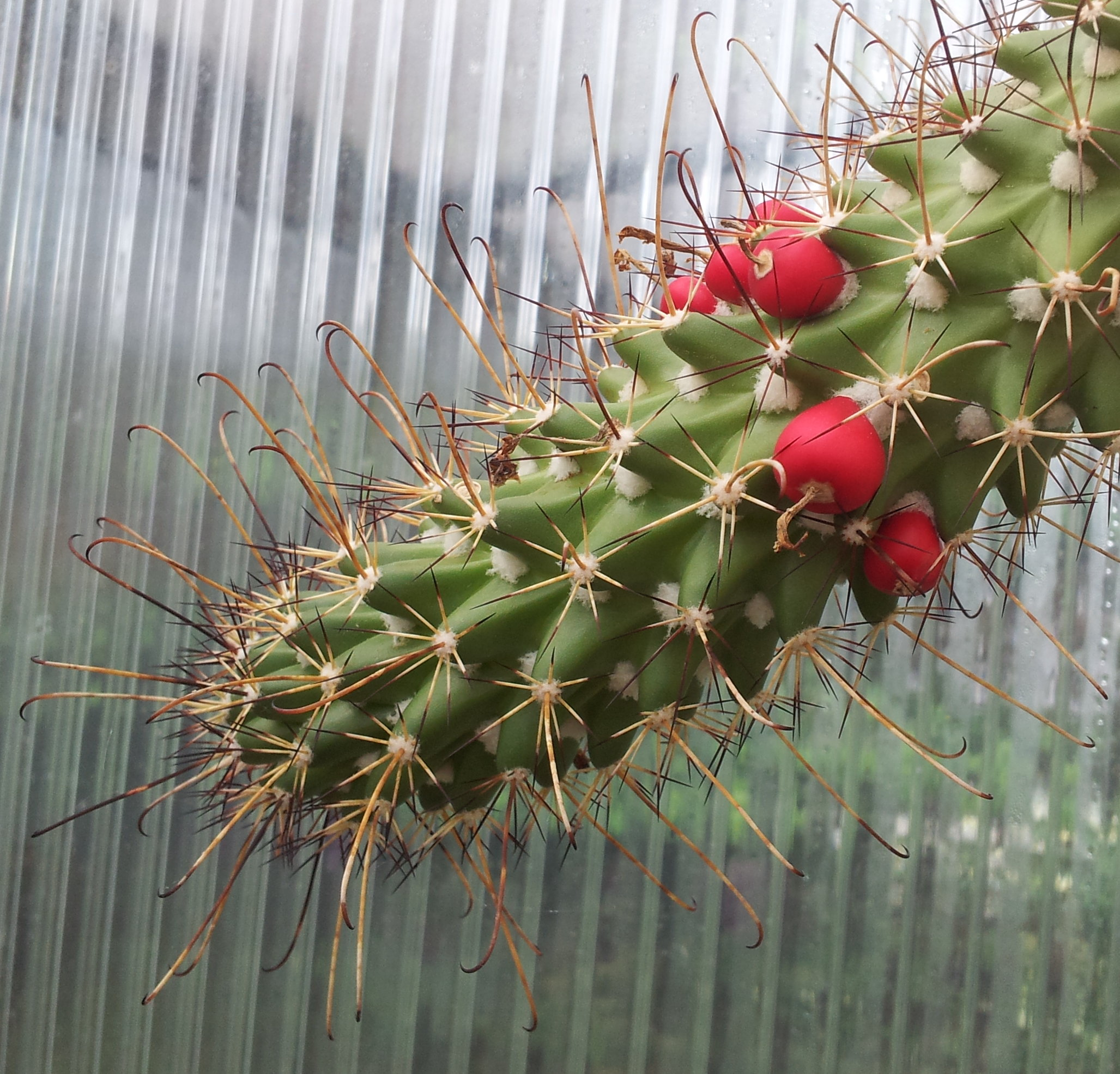
Detalle del fruto

Cochemiea poselgeri es una especie de cactus que crece ramificándose desde la base, formando así grupos más grandes. Los tallos individuales tienen forma cilíndrica, crecen de 0,6 a 2 m de largo y 4 cm de diámetro, y aunque comienzan erguidos, a medida que crecen tienden a tumbarse y crecer postrados. De hecho, a menudo aparecen colgando sobre las rocas o arrastrándose por el suelo. Son de color verde oscuro aunque cuando son viejos pueden volverse marrones y muy corchosos.

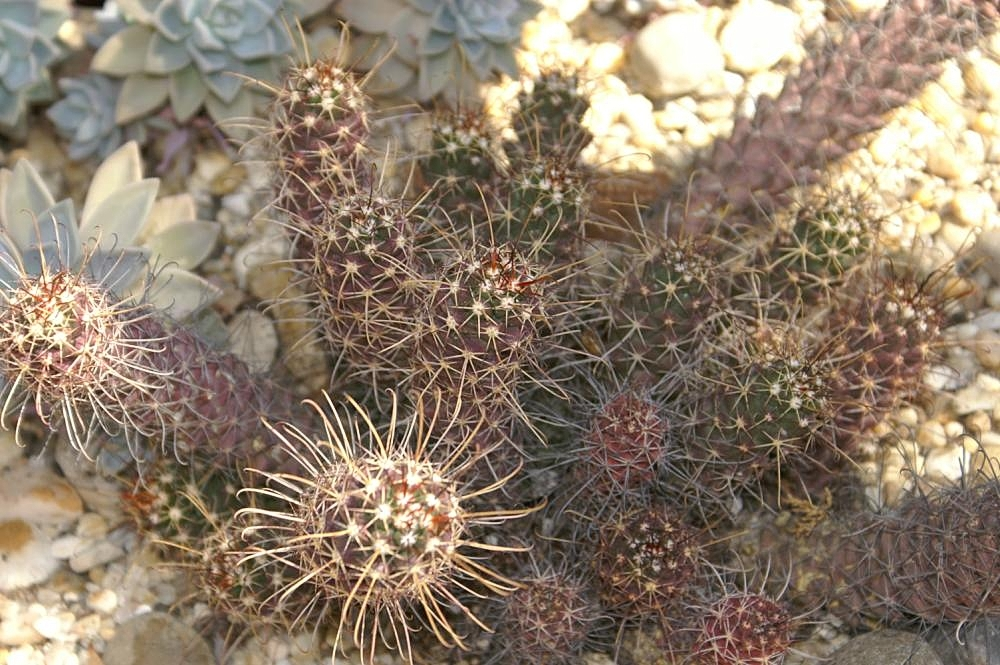
Vista de la planta

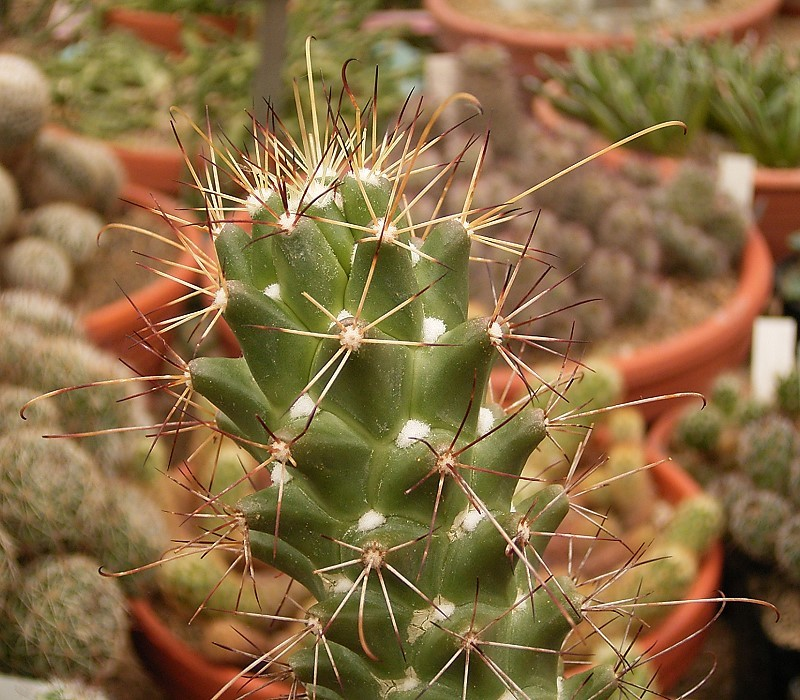
Tubérculos triangulares

Los tallos están cubiertos de tubérculos triangulares ligeramente redondeados apicalmente, más o menos espaciados, dispuestos en espiral y de 1 cm de largo. No producen savia lechosa (látex), sus axilas (espacio que hay entre los tubérculos) son lanudas y a veces están cubiertas de pocas cerdas. Las areolas son blancas y lanosas y presentan 1 espina central en forma de gancho que mide entre 1,5 y 2 cm de largo. También tienen de 7 a 9 espinas radiales de 0,9 a 1,2 cm de largo y son de color pardusco o pajizo con la punta blanca.

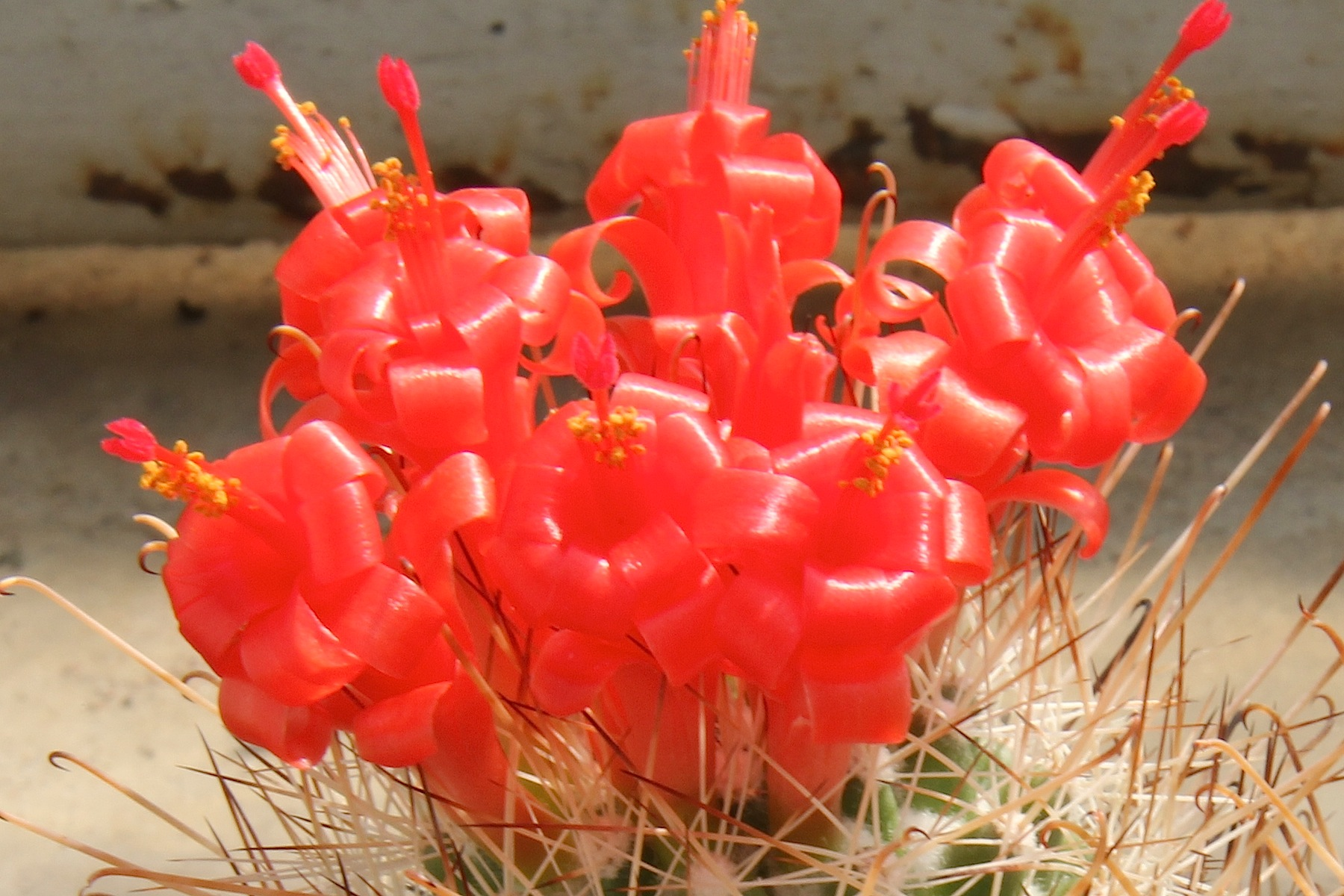
Detalle de la flor

Las flores son de color rojo escarlata brillante, miden 3 cm de largo y tienen los bordes inclinados. Aparecen cerca de los ápices de los tallos y no se abren muy ampliamente. Los frutos van de esféricos a ampliamente alargados y también son de color rojo.

## Distribución y hábitat
El área de distribución nativa de esta especie es el noroeste de México (concretamente en el estado de Baja California Sur) y crece principalmente en biomas desérticos o de matorrales secos, en zonas áridas cercanas al litoral, desde el nivel del mar a los 120 metros de altitud. 

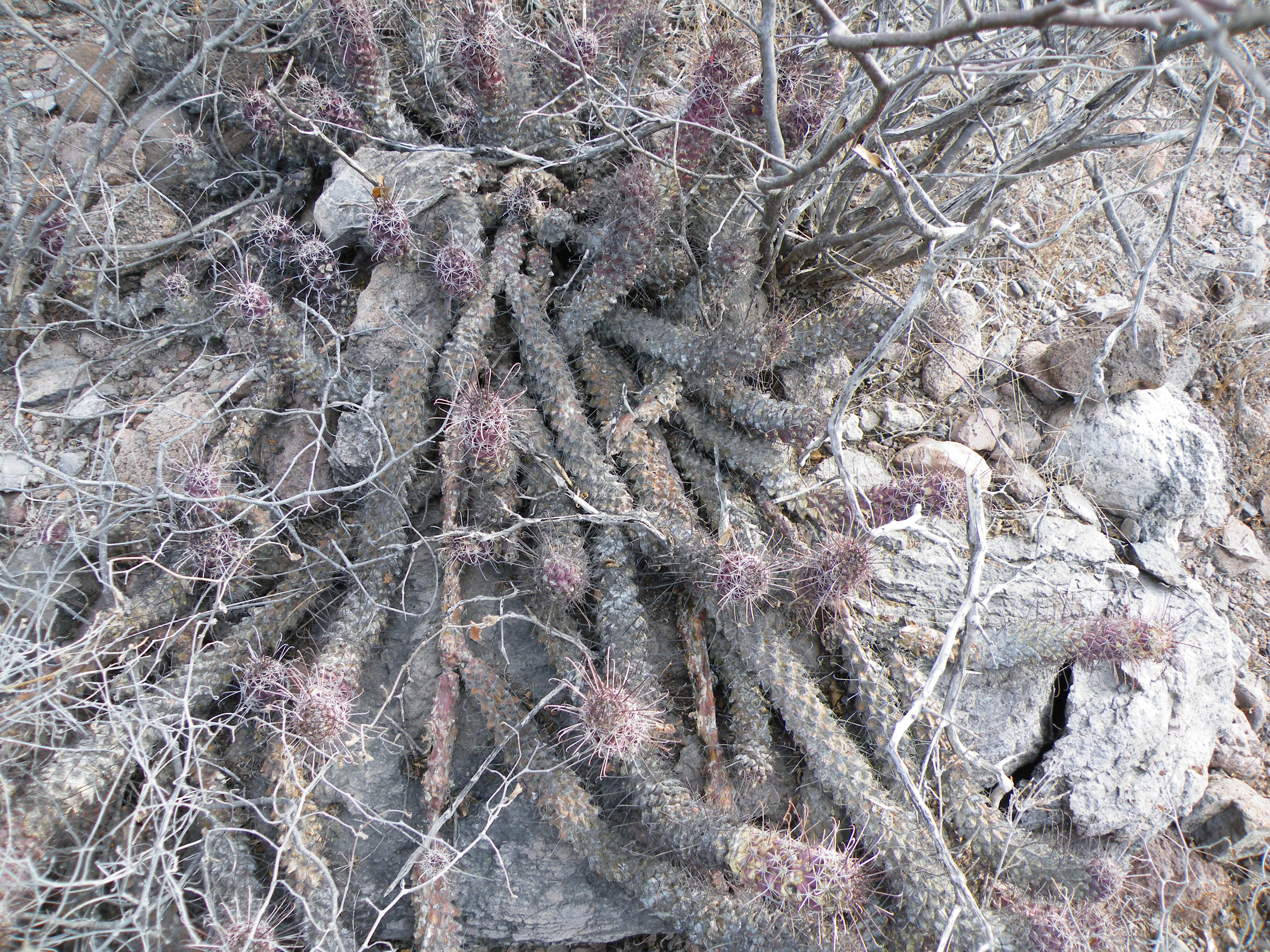
En su hábitat

Normalmente se encuentra creciendo en áreas arenosas planas, en rocas y colgando de acantilados y crestas.

## Taxonomía
La primera descripción de esta especie fue como Mammillaria poselgeri, publicada en 1885 por el botánico alemán Heinrich Hildmann en la revista científica Garten-Zeitung. Monatsschrift für Gärtner un Gartenfreunde 4: 559.
Posteriormente, los botánicos estadounidenses Nathaniel Lord Britton y Joseph Nelson Rose colocaron la especie en el género Cochemiea, pasando a llamarse Cochemiea poselgeri y anotando estos cambios en el libro The Cactaceae; descriptions and illustrations of plants of the cactus family 4: 22 en el año 1923.
Etimología
- Cochemiea: nombre genérico que hace referencia a la tribu indígena Cochimí, que en el pasado ocupó un gran territorio de Baja California y cuya área es parte del área de distribución natural de este género.
- poselgeri: epíteto específico otorgado en honor al botánico alemán Heinrich Poselger (1818–1883).[5]

## Estado de conservación

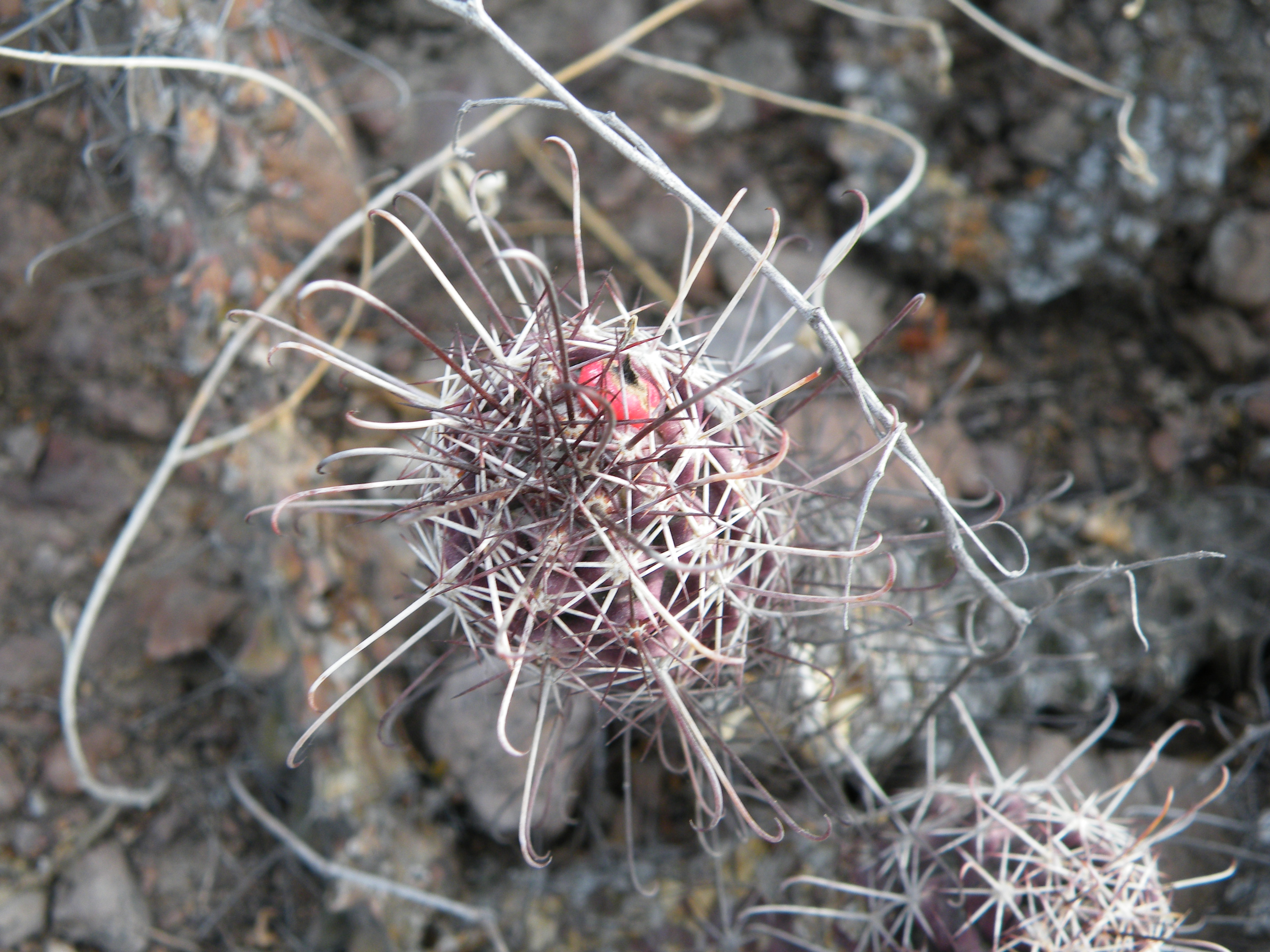
En su hábitat

En la Lista Roja de Especies Amenazadas de la UICN, la especie está clasificada como de “Preocupación Menor (LC)”.

## Usos
Se cultiva principalmente como planta ornamental y su propagación se realiza a través de esquejes o semillas.